# Toystory
Toystory (vollständiger Name Jenny-Lou Mrshl Toystory-ET, geboren am 7. Mai 2001, abgegangen am 2. Dezember 2014) war ein amerikanischer Holstein-Friesian-Besamungsbulle. Er war der erste Bulle weltweit, von dem mehr als zwei Millionen Portionen Sperma erzeugt und verkauft wurden.

## Abstammung und Aufzucht
Toystory wurde am 7. Mai 2001 auf der Mystic Valley Dairy-Farm in der Nähe von Sauk City im US-Bundesstaat Wisconsin geboren. Er war ein BW-Marshall-Sohn aus einer Patron-Mutter. Seine Mutter trug ihn nicht selbst aus, sondern nach einer Spülung zum Embryotransfer wurden insgesamt vier Geschwistertiere von Ammenkühen ausgetragen. Zur Zeit seiner Geburt entsprach seine Mutter Jenny-Lou Patron Toyane nicht ganz den Kriterien der Besamungsorganisation Cooperative Resources International (CRI), mit der ihr Besitzer Mitch Breuning Anpaarungsverträge für sie abgeschlossen hatte. Sie selbst hatte im Index für die Bewertung ihres Typs noch zu wenige Punkte. Der Analyst der Besamungsstation einigte sich vor der Spülung mit dem Besitzer auf BW Marshall als Vatertier. Aus der Spülung wurden zwei männliche und zwei weibliche Kälber geboren. Bis zur Geburt hatte die Besamungsstation Select Sires für Toyane ebenfalls einen Vertrag abgeschlossen. CRI hatte allerdings die erste Wahl und entschied sich für Toystory, weil er etwas fitter erschien und weil er größere Hoden hatte. Für Mitch Breuning war dies ein großer Erfolg, weil Toystory und sein Bruder Lou Mystic Valley Dairy, welcher ebenfalls einen positiven Zuchtwert bekam, die ersten Bullen waren, die er an eine Besamungsstation verkaufen konnte. Toystory wechselte im Alter von vier Monaten in den Aufzuchtstall der Besamungsstation und nach Bestehen der veterinärmedizinischen Tests wurde begonnen, Sperma von ihm zu gewinnen. Schon bei der Lieferung der 2.100 Portionen für den Testbulleneinsatz wurde er als ein sehr guter Spermalieferant eingestuft.
Seinen Namen erhielt er, weil die Kinder des Züchters ganz verrückt nach dem Film Toy Story waren.

## Einsatz
Aus dem Testeinsatz bekam Toystory seinen ersten Zuchtwert und war in den USA sofort an dritter Stelle aller getesteten Bullen. Seine Stärken waren ein hoher Eiweißgehalt in der Milch seiner Töchter, die Leichtkalbigkeit seiner Nachkommen sowie die hohe Fruchtbarkeit seines Samens bei einer insgesamt ausgeglichenen Vererbung ohne echte Schwächen. In den folgenden Jahren veränderte sich der Index-Zuchtwert von Toystory kaum, was eher ungewöhnlich ist, da es regelmäßig Basisanpassungen gibt. Bis 4. Mai 2012 wurden zwei Millionen Portionen Sperma von ihm verkauft. Aus einem Ejakulat konnten bei ihm 2.500 Portionen mit jeweils 20 Millionen Spermien gewonnen werden. Der vorherige Rekordhalter „Skalsummer Sunny Boy“ hatte den Rekord an den meistproduzierten Portionen mit 1.767.000 Portionen mehrere Jahre gehalten. Dieser war jedoch mit einem hohen Anteil Frischsperma erreicht worden, wobei die Ausbeute signifikant höher ist als bei Gefriersperma, welches einzig von Toystory gewonnen wurde. Abgesamt wurde der Bulle an drei Tagen pro Woche jeweils zweimal hintereinander. Die meisten Portionen lieferte er 2010 mit 386.000 in einem Jahr. Gefriersperma von Toystory wurde und wird in 50 Länder exportiert. In seinen Zuchtwert gingen 2012 31.222 Töchter aus den USA, 7.927 aus Japan, 6.086 aus Frankreich, 5.811 aus Kanada, 4.006 aus Spanien, 3.882 aus Italien, 3.635 aus Deutschland, 1.719 aus Korea, 1.692 aus den Niederlanden und 1.657 aus Skandinavien ein. Sein Zuchtwert im Herbst 2014 berücksichtigte 127.321 Töchter aus 27.102 Betrieben. Dabei muss berücksichtigt werden, dass der Normalbereich bei zehn bis zwölf Portionen Sperma pro Tochter mit Zuchtwert liegt. Des Weiteren werden Jungtiere und Tiere in Ländern wie Argentinien, die sich der internationalen Zuchtwertschätzung bei Interbull nicht angeschlossen haben, in den Zahlen nicht erfasst. Toystory war schon 2012 nach Angaben von CRI der Bulle mit dem höchsten Gewinn für ein Unternehmen, den es je gab. Insgesamt hat CRI-Genetics 2,415 Millionen Portionen Sperma des Bullen produziert und vermarktet. Da zuletzt auch gesextes Sperma angeboten wurde, bei dem die 50 % männlichen Spermien abgetrennt werden, so dass nur noch halb so viele Portionen bleiben, war die Zahl der verkauften Portionen in letzter Zeit geringer geworden.
Im Dezember 2014 wurde gemeldet, dass der Bulle erkrankte und nicht mehr lebt. Zu diesem Zeitpunkt waren noch einige Portionen seines Samens vorrätig.